# Severed Heads

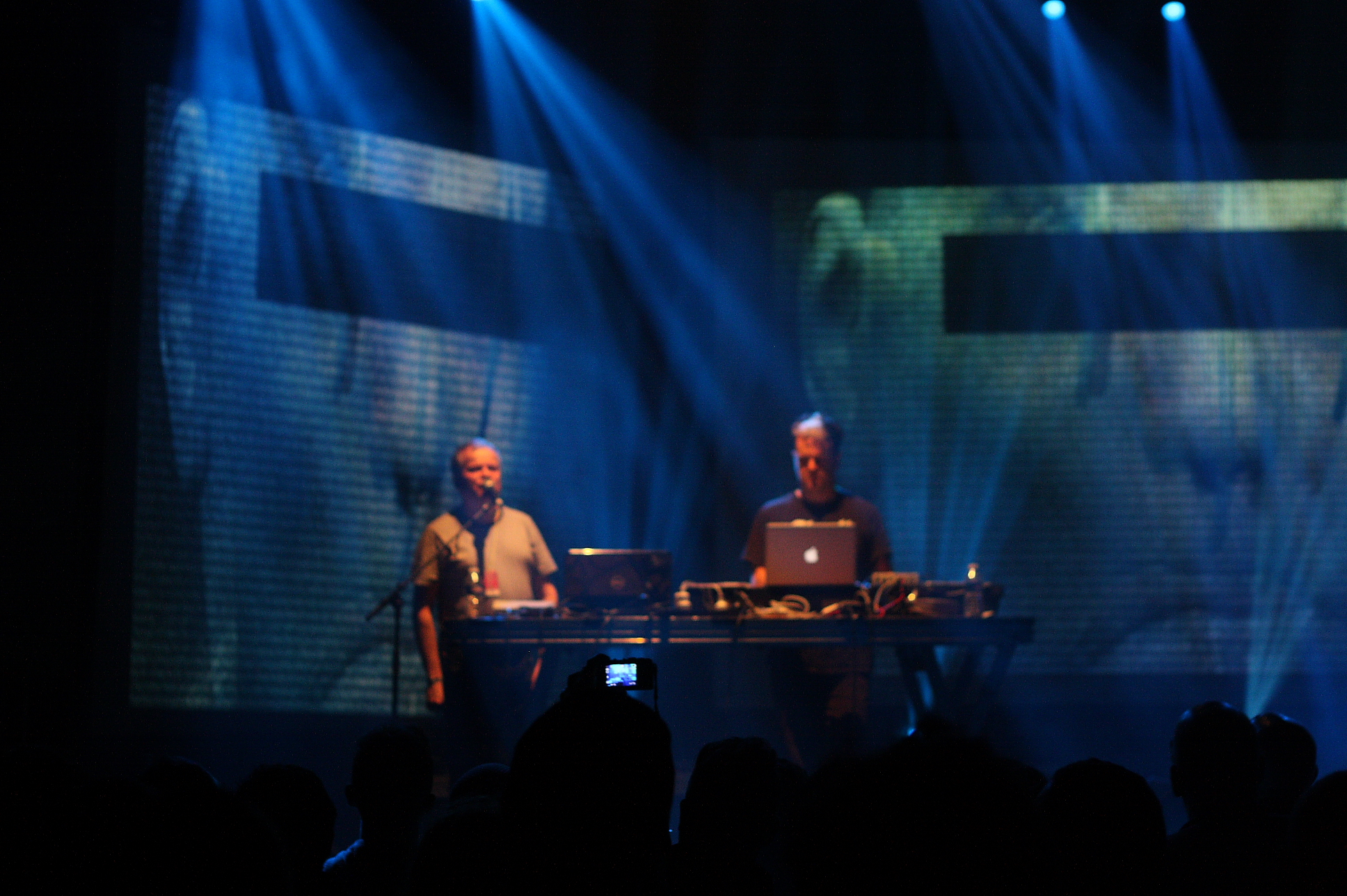
Severed Heads (BIMfest 2011, Antwerpen)

Severed Heads is een Australische elektronische muziekgroep die in 1979 werd opgericht onder de naam Mr. and Mrs. No Smoking Sign. 

## Geschiedenis
In het vroege werk maakt de groep repetitieve industriële muziek met veel gebruik van tape-loops en vervormde synthesizers. In het latere werk is de muziek van de groep melodieuzer.
Door de alternatieve, zeer ontoegankelijke muziekstijl is Severed Heads alleen in een klein circuit bekend. De groep had echter in 1984 een hit met het nummer Dead Eyes Opened, dat meermaals werd geremixt. In de Verenigde Staten werd eind jaren tachtig ook Greater Reward een hit.

## Samenstelling
De samenstelling van de band is vele malen veranderd. Het enige vaste lid is Tom Ellard.
Enkele, tijdelijke leden waren:
- Richard Fielding
- Garry Bradbury
- Andrew Wright
- Paul Deering
- Stephen Jones

## Albums
- Ear Bitten (1980)
- Clean (1981)
- Blubberknife (1983)
- Since the Accident (1983)
- Dead Eyes Opened (1984)
- City Slab Horror (1985)